# 仁義換金
『仁義換金』（じんぎかんきん）は、2006年7月14日から2006年9月29日までテレビ東京で毎週金曜25:00 - 25:30(JST)に放送されていた芸能人の過去暴露バラエティ番組である。

## 番組概要
オープニングに板倉俊之が、人間が自分のことしか考えないで生きている存在であることへの問題提起をトークする。オチはないが、時に「仁義換金」とはほとんど関係ない方向へ一人で脱線。カッコイイしイイコト言っているはずだが、実態はボケになっている。
ある芸能人ゲストに対して、過去の恩人が登場し、過去に与えた恩をお金で返すよう要求する。
恩人は板倉俊之と共に、恩を十分にそのゲスト芸能人が認識していないことや、恩をそのゲスト芸能人に踏みにじられた体験あることを暴露。話を聞きながら、スタジオの客が「この恩は返す必要あり」と思えば＋ボタン、「返す必要なし」と思えば－ボタンを押して、1ボタンあたり1000円で換金され、ゲスト芸能人から恩人へ現金で返し、和解する。
ナレーションは池田昌子。

## 出演者
MC
- インパルス（板倉俊之・堤下敦）
- 安めぐみ

アシスタント
- 松井絵里奈

ゲスト
- アンガールズ
- HG（レイザーラモン）
- さとう珠緒
- 山本梓
- 小倉優子
- インリン・オブ・ジョイトイ
- 西川史子

## スタッフ
- 監修 : つかはら
- 構成 : 寺田智和、おのえあや、小林昌弘
- 技術 : 近藤剛史
- 音声 : 大津幹弘
- 照明 : 塚生崇
- 美術 : 薬王寺哲朗
- 美術進行 : 野本和広
- メイク : 山田かつら
- イラスト : 中村蘭子
- VTR編集 : 嶋野淳子
- MA : 長谷雄智宏
- 音響効果 : 増田伸弘
- 番宣 : 圡方真
- AP (アシスタントプロデューサー)  : 中嶋希理子
- ディレクター : 成田理、中川義規、古武直城、小室泰樹
- 演出 : 小林大吾
- プロデューサー : 大庭竹修、木村いさむ、塚原一成
- 協力 : テクノマックス、テレビ東京アート、オムニバス・ジャパン
- 制作協力 : COGITO ERGO SUM、東京ティラノサウルス
- 製作著作 : テレビ東京

## ネット局
テレビ大阪では10月17日放送開始で2007年1月9日に終了した。TVQ九州放送は7月～10月上旬まで、テレビ愛知は10月28日土曜で終了、テレビ北海道は2006年10月5日から2007年1月4日まで放送された。テレビせとうちはネットされていない。独立UHF局も放送していない。